# .aw
‎.aw‏ دامنه اینترنتی جزیره آروبا در  دریای کارائیب  در  آمریکای مرکزی  است.